# اينجه لر (أديامان)
اينجه لر (بالكردية: Tirintîl‏) (بالتركية: İnceler)‏ هي قرية تتبع إداريّاً لمديرية أديامان في محافظة أديامان التركية الواقعة في جنوب شرق الأناضول. بلغ عدد سكانها 121 نسمة في عام 2021.